# Yoshika Fujita
Yoshika Fujita (japanisch 藤田 吉香, Fujita Yoshika; geboren 16. Februar 1929 in Kurume (Präfektur Fukuoka); gestorben 25. Mai 1999) war ein japanischer Maler im Yōga-Stil.

## Leben und Wirken
Yoshika Fujita seinen ersten Mal-Unterricht von einem Maler in seiner Heimatstadt, Matsuda Minoru (松田 実; 1886–1961). 1951 zog er nach Tokio und trat in die Abteilung für Westliche Malerei der Universität der Künste Tokio ein. 1955 machte er seinen Abschluss.
Nach seinem Studium bildete sich Fujita von 1962 bis 1966 in Spanien weiter und studierte die Techniken von Hieronymus Bosch und Fra Angelico. Nach seiner Rückkehr wurde er 1967 der der Künstlervereinigung Kokugakai (国画会) als Mitglied empfohlen. 1970 gewann er den Yasui-Preis (安井賞) für „Haruki manka“ (春木万華) – „Frühlingsbäume in voller Blüte“. Er besuchte in den 1970er Jahren dreimal Europa und 1979 die Sowjetunion. 1980 fand die Ausstellung (藤田吉香―今日と明日―展) – „Fujita Yoshika – heute und morgen“ statt.
Fujita spezialisierte sich auf Stillleben, Blumen und Menschen, wobei er of den Hintergrund mit Blattgold oder mit anderen Materialien anlegte. Insgesamt zeigen seine Bider „japanischen Geschmack“. 1991 wurde er Professor an der privaten „Universität der Künste Kyōto“ (京都造形芸術大学, Kyōto zōkei geijutsu daigaku). Er wurde 1969 als Meiyo Kyōju verabschiedet.
Repräsentative Werke sind neben dem erwähnten „Haruki manka“ auch „Suwaru“ (すわる) – „Sitzen“ und „Botan“ (牡丹) – „Pfingstrosen“, für das er den „Miyamoto-Saburō-Gedächtnispreis“ erhielt.
Das Nationalmuseum für moderne Kunst Tokio besitzt das Ölgemälde (町（トレド）) – „Ein Ort (Toledo)“, 227,0 × 182,0 cm, aus dem Jahr 1969.